# NFL Global Junior Championship
Die NFL Global Junior Championship war ein Wettbewerb für Nachwuchsauswahlmannschaften im American Football. Veranstaltet wurde der Wettbewerb von 1997 bis 2007 durch die National Football League (NFL). Die Spiele fanden jährlich im Vorfeld des jeweiligen Super Bowl, dem Finale der NFL, statt.
In den ersten drei Jahren wurde jeweils ein Spiel zwischen Mexiko und einer Auswahl Europas ausgetragen. Dabei konnte sich Mexiko zwei Mal durchsetzen. Von 2000 bis 2002 nahmen vier Mannschaften teil, gespielt wurden Halbfinale, Spiel um Platz 3 und Finalen. Ab 2003 nahmen fünf Mannschaften am Wettbewerb teil. Dabei wurde die Vorrunde jeder gegen jeden an einem Tag ausgespielt, wobei die Spielzeit auf zweimal sieben Minuten verkürzt war. An der Austragung 2007 nahmen sechs Mannschaften in zwei Vorrundengruppen teil. Die Auswahl Europas wurde ab 2004 durch den Junioreneuropameister bzw. einen anderen Vertreter des europäischen Verbands ersetzt. 
2009 ersetzte die IFAF American-Football-Weltmeisterschaft der Junioren den Wettbewerb.

## Übersicht
| Jahr | Sieger | Ergebnis   | Finalgegner | Dritter | Ort                 | Most Valuable Player    |
| ---- | ------ | ---------- | ----------- | ------- | ------------------- | ----------------------- |
| 1997 | Mexiko | 30–6       | Europa      | -       | New Orleans, LA     | Constantin Ritzmann, DE |
| 1998 | Mexiko | 13–12      | Europa      | -       | Chula Vista, CA     | Constantin Ritzmann, DE |
| 1999 | Europa | 29–8       | Mexiko      | -       | Fort Lauderdale, FL | Constantin Ritzmann, DE |
| 2000 | Kanada | 7–6        | Europa      | USA     | Atlanta, GA         | Nick Wishart, RB        |
| 2001 | USA    | 21–19      | Kanada      | Japan   | Clearwater, FL      | Jay Davis, QB           |
| 2002 | USA    | 16–14      | Kanada      | Europa  | New Orleans, LA     | Jason Spadoni, RB       |
| 2003 | USA    | 28–21 (OT) | Kanada      | Mexiko  | San Diego, CA       | JC Cooper, LB           |
| 2004 | USA    | 31–0       | Kanada      | Mexiko  | Houston, TX         | Brian Johnson, QB       |
| 2005 | Kanada | 38–35      | USA         | Mexiko  | Jacksonville, FL    | Jerome Messam, RB       |
| 2006 | Kanada | 10–0       | USA         | Japan   | Pontiac, MI         | Samuel Fournier, RB     |
| 2007 | Kanada | 23–13      | USA         | Mexiko  | Fort Lauderdale, FL | Ameet Pall, DE          |

## Platzierungen
| Auswahl     | 1997 | 1998 | 1999 | 2000 | 2001 | 2002 | 2003 | 2004 | 2005 | 2006 | 2007 |   | Sieger | Zweiter | Dritter |
| ----------- | ---- | ---- | ---- | ---- | ---- | ---- | ---- | ---- | ---- | ---- | ---- | - | ------ | ------- | ------- |
| Kanada      | -    | -    | -    | 1    | 2    | 2    | 2    | 2    | 1    | 1    | 1    | 4 | 4      | -       |         |
| USA         | -    | -    | -    | 3    | 1    | 1    | 1    | 1    | 2    | 2    | 2    | 4 | 3      | 1       |         |
| Mexiko      | 1    | 1    | 2    | -    | -    | -    | 3    | 3    | 3    | 4    | 3    | 2 | 1      | 4       |         |
| Europa      | 2    | 2    | 1    | 2    | 4    | 3    | 4    | -    | -    | -    | -    | 1 | 3      | 1       |         |
| Japan       | -    | -    | -    | -    | 3    | 4    | 5    | 4    | 4    | 3    | 4    | - | -      | 2       |         |
| Panama      | -    | -    | -    | 4    | -    | -    | -    | -    | -    | -    | 5    | - | -      | -       |         |
| Frankreich  | -    | -    | -    | -    | -    | -    | -    | -    | 5    | -    | 6    | - | -      | -       |         |
| Deutschland | -    | -    | -    | -    | -    | -    | -    | -    | -    | 5    | -    | - | -      | -       |         |
| Russland    | -    | -    | -    | -    | -    | -    | -    | 5    | -    | -    | -    | - | -      | -       |         |

## Quelle
- Übersicht auf globalfootball.com